# Adam Paine
Adam Paine, ou Adam Payne (1843 - 1er janvier 1877), était un Séminole noir qui servit dans l'armée des Etats-Unis comme éclaireur. Il fut décoré de la Medal of Honor, plus haute distinction américaine,  pour son action au cours des guerres indiennes dans l'ouest des États-Unis.

## Biographie
Paine s'engagea à Fort Duncan, Texas, avec de nombreux autres Séminoles noirs en novembre 1873. Il rejoignit les éclaireurs. Du 26 au 27 septembre 1874, il participa en tant que soldat à un engagement au Blanco Canyon, Texas, un affluent de la rivière Rouge. Paine « rendit des services émérites au colonel R. S. Mackenzie, 4th U.S. Cavalry, au cours de cet engagement. » Un an plus tard, le 13 octobre 1875, le soldat Paine fut décoré de la Medal of Honor pour son action au Blanco Canyon.
Paine fut abattu au cours du nouvel an 1877 par un autre récipiendaire de la Medal of Honor, le shérif adjoint de Brackettville, Texas, Claron A. Windus qui tentait de l'arrêter alors qu'il le suspectait d'homicide,. Paine mourut à l'âge de 33 ou 34 ans et fut inhumé au cimetière des scouts séminoles de Brackettville, Texas.

## Citation de la Medal of Honor
Rang et unité : soldat, élaireur amérindien. 
Lieu et date : Canyon Blanco, région de la Red River, Texas, 26-27 septembre 1874. 
Entré en service à : Fort Duncan, Texas 
Naissance : Floride. 
Date d'attribution : 13 octobre 1875.
Citation :« a rendu d'émérites services au colonel R. S. Mackenzie, 4ème US Cavalerie au cours de l'engagement »